# Baeckea
Baeckea is een geslacht uit de mirtefamilie (Myrtaceae). De soorten zijn struiken en bomen die voorkomen in (sub)tropisch Azië en Australië.

## Soorten
- Baeckea brevifolia (Rudge) DC.
- Baeckea diosmifolia Rudge
- Baeckea elderiana Pritz.
- Baeckea exserta S.Moore
- Baeckea frutescens L.
- Baeckea grandibracteata Pritz.
- Baeckea grandiflora Benth.
- Baeckea grandis Pritz.
- Baeckea gunniana Schauer ex Walp.
- Baeckea imbricata (Gaertn.) Druce
- Baeckea kandos A.R.Bean
- Baeckea latens C.R.P.Andrews
- Baeckea latifolia (Benth.) A.R.Bean
- Baeckea leptocaulis Hook.f.
- Baeckea leptophylla (Turcz.) Domin
- Baeckea linifolia Rudge
- Baeckea muricata C.A.Gardner
- Baeckea ochropetala F.Muell.
- Baeckea omissa A.R.Bean
- Baeckea pachyphylla Benth.
- Baeckea pentagonantha F.Muell.
- Baeckea pygmaea R.Br. ex Benth.
- Baeckea robusta F.Muell.
- Baeckea staminosa Pritz.
- Baeckea subcuneata F.Muell.
- Baeckea trapeza A.R.Bean
- Baeckea tuberculata Trudgen
- Baeckea uncinella Benth.
- Baeckea utilis F.Muell. ex Miq.

... · 
Acmena · 
Actinodium · 
Agonis · 
Allosyncarpia · 
Aluta · 
Angophora · 
Astartea · 
Astus · 
Babingtonia · 
Baeckea · 
Callistemom · 
Calytrix · 
Chamelaucium · 
Corymbia · 
Corynanthera · 
Cyathostemon · 
Darwinia · 
Enekbatus · 
Ericomyrtus · 
Eucalyptus (Eucalyptus) · 
Eugenia · 
Euryomyrtus · 
Feijoa · 
Homalocalyx · 
Homoranthus · 
Hypocalymma · 
Lamarchea · 
Leptospermum · 
Lophomyrtus · 
Malleostemon · 
Metrosideros · 
Micromyrtus · 
Myrceugenia · 
Myrciaria · 
Myrtus (Mirte) · 
Ochrosperma · 
Osbornia · 
Pileanthus · 
Pimenta · 
Psidium · 
Rinzia · 
Sannantha · 
Scholtzia · 
Syzygium · 
Thryptomene · 
Triplarina · 
Tristaniopsis · 
Verticordia · 
Waterhousea · 
Xanthostemon · 
...